# Antónis Daglís
Antónis Daglís, en grec moderne : Αντώνης Δαγλής (1974 - 2 août 1997), est un tueur en série grec condamné le 23 janvier 1997, pour le meurtre de trois femmes, et la tentative de meurtre de six autres femmes, commis de 1992 à 1995, à Athènes. Surnommé l'Éventreur d'Athènes, il est condamné à treize peines de prison à vie, plus 25 ans.

## Biographie
Antónis Daglís est un routier. Il s'est attaqué à des prostituées d'Athènes, entre 1992 et 1995. Récidiviste depuis l'âge de 14 ans, il a un casier judiciaire, accusé de séduction d'un mineur, en 1988 et, en 1989, il est arrêté pour avoir attaqué un groupe d'hommes au Zappéion d'Athènes, avec un couteau.
Antónis Daglís est initialement suspecté de deux meurtres, après avoir été arrêté pour le viol et l'enlèvement d'une femme anglaise nommée Ann Hamson. Après son arrestation, Daglís avoue le viol, l'étranglement et le démembrement de deux femmes et la tentative de meurtre de six autres mais aussi avoir volé les huit femmes. Il a ensuite avoué avoir démembré les corps de deux femmes, Eleni Panagiotopoulou, 29 ans et Athina Lazarou, 26 ans, à l'aide d'une scie à métaux et les avoir jetés dans les environs d'Athènes. Antónis Daglís avoue ensuite le meurtre non résolu d'une prostituée dont le corps démembré était retrouvé dans une benne à ordures, en 1992.
Pendant son procès, Antónis Daglís a déclaré à la cour : « Je détestais toutes les prostituées et je continue à les détester. Je suis allé les rencontrer pour le sexe, mais soudain, d'autres images me sont venues à l'esprit. J'ai entendu des voix qui m'ont ordonné de tuer. Une fois, j'ai pensé à étrangler ma fiancée, mais je me suis retenu ». Il révèle qu'il déteste les prostituées parce que sa mère en avait été une.
Le 2 août 1997, Antónis Daglís est retrouvé mort pendu dans sa cellule, avec son compagnon de cellule G. Makridis, dans un apparent pacte suicidaire.